# مكتبة ماكميلان
مكتبة ماكميلان التاريخية واحدة من أشهرالمكتبات في القارة الأفريقية، شيدتها عائلة المستكشف والناشط الأمريكي ويليام ماكميلان أثناء الاستعمار البريطاني في نيروبي عاصمة كينيا، وهي المبنى الوحيد في كينيا المحمي بموجب قانون صادر عن البرلمان منذ 1938م.

## تاريخها
تأسست مكتبة ماكميلان من قبل عائلة المستكشف والناشط الخيري والإنساني ويليام نورثروب ماكميلان، احتفاءً به وتخليدًا لذكراه، وقد ساهمت في بنائها مؤسسة كارنيغي التابعة لصديق العائلة أندرو كارنيغي، ومنذ عام 1938 وهي محمية بموجب قانون صادر عن البرلمان «قانون مكتبة ماكميلان التاريخية رقم 217».

## ترميمها
في عام 2017 بادرت مؤسسة «بوك بانك» بإطلاق حملة لإنقاذ مكتبة ماكميلان التاريخية وسد حاجتها للكتب، خصوصًا ذات الإنتاج الأفريقي، بعد أن عانت لسنوات من الإهمال وأصابها الخلل والعوز المعرفي، وفي عام 2019 تبنت إمارة الشارقة مبادرة ترميم وتطوير المكتبة، بتوجيه من حاكم الشارقة سلطان بن محمد القاسمي، بهدف الحفاظ على التراث والنهوض بالمؤسسات الثقافية والمؤثرة في مجتمعاتها.